# باتريك فيتزجيرالد
باتريك فيتزجيرالد هو محامي وسياسي أمريكي، ولد في 22 ديسمبر 1960 في بروكلين في الولايات المتحدة. نشط حزبياً في مستقل.

## وصلات خارجية
- باتريك فيتزجيرالد على موقع IMDb (الإنجليزية)
- باتريك فيتزجيرالد على موقع الموسوعة البريطانية (الإنجليزية)
- باتريك فيتزجيرالد على موقع إن إن دي بي (الإنجليزية)
- باتريك فيتزجيرالد على موقع ديسكوغز (الإنجليزية)